# Slugterra
Slugterra er en canadisk animeret action-eventyr-tv-serie, som blev sendt på Disney XD fra 2012 til 2016. Serien blev produceret af Nerds Corps Entertainment, I Danmark havde serien premiere den 2012 på Disney XD.

## Danske stemmer
- Thomas Magnussen